# LG V20
LG V20 ist ein Android-Phablet (ein besonders großes, internetfähiges Mobiltelefon mit dem Betriebssystem Android), welches von LG Electronics hergestellt wird. Es wurde am 6. September 2016 vorgestellt und ist ein Nachfolger des LG V10 aus dem Jahr 2015. Ähnlich wie beim V10 zeichnet sich das V20 durch ein sekundäres Anzeigefeld im oberen Bereich des Gerätes aus, über das zusätzliche Meldungen und Bedienelemente angezeigt werden können. Das Gerät verfügt auch über Quad-DACs für Audio. Das LG V30 wurde am 31. August 2017 als Nachfolger des V20 vorgestellt.

## Funktionen und Technik

### Hardware
Das Gesamtdesign des LG V20 hat ein Gehäuse aus einer überwiegenden Aluminiumlegierung (AL6013), mit Polycarbonat-Kunststoffkappen oben und unten, einen USB-C-Anschluss gemäß der Quick Charge 3.0-Spezifikation von Qualcomm und einen rückseitig angebrachten Netzschalter mit integriertem Fingerabdruckleser. Es ist in den Farben Silber, Dark grey („Titan“) und Pink erhältlich. Das V20 verfügt über ein 5,7-Zoll-IPS-LCD mit 1440p, das mit Gorilla Glass 4 beschichtet ist. Ähnlich wie beim V10 befindet sich ein zweites, zusätzliches Display an der Oberseite des Gerätes rechts neben der Dual-Frontkamera. Das Display kann zur Anzeige von Benachrichtigungen, Bedienelementen und Zeitanzeigen verwendet werden. Der Bildschirm wurde größer und heller gemacht als die Version des V10. Das V20 enthält den ESS Sabre ES9218 32bit Hi-Fi QuadDAC zur Verbesserung der Klangqualität um bis zu 50 %. Die B&O Edition des V20 wird mit Bang & Olufsen H3 In-Ear-Kopfhörern ausgeliefert. Das V20 verwendet einen Qualcomm Snapdragon 820 mit 4 GB LPDDR4-SDRAM. Das Gerät verfügt über 64 GB internen Speicher, der über eine microSD-Karte auf bis zu 2 TB erweitert werden kann, und hat einen austauschbaren Akku.

### Software
Das V20 wird mit Android 7.0 Nougat und der LG UX 5.0+ Software ausgeliefert. Es war das erste Android-Gerät, welches mit Nougat ausgeliefert wurde. Geplant war ein Update auf Android 8.0 für März oder April 2018.